# Dakar & Grinser
Dakar & Grinser ist ein deutsches Electro-Projekt von Christian Kreuz („Dakar“) und Michael Kuhn („Grinser“).
Dakar & Grinser waren ab 1994 Resident-DJs des Clubs Ultraschall in München. 1996 erschien ihr erster Tonträger beim angeschlossenen Label Disko B. Es folgten weitere Singles, das Debütalbum und überregionale DJ-Auftritte, darunter auch größere Festivals. Ab 2001 pausierte die Band, da Kuhn nach Berlin zog. 2005 erschien noch einmal ein Album.

## Diskografie (Auswahl)

### Alben
- 1999: Are You Really Satisfied Now
- 2005: Triumph of Flesh

### Singles
- 1996: Shot Down in Reno
- 1997: There Ain´t No Turnin´Back
- 1999: I Wanna Be Your Dog
- 1999: Take Me Naked
- 2001: Stay With Me
- 2005: 25 Reptile
- 2005: Making A Slip